# وسام الثورة 1981
وسام الثورة صدر بموجب القانون 51 بتاريخ 27 مايو، 1981. وهو على درجتين، أولى وثانية. يمنح بمرسوم جمهوري للذين ساهموا مساهمات فعلية في ثورة 17-30 تموز العظيمة. وألغى قانون 51 قانون وسام الثورة رقم 95 لسنة 1979. ويحمل في الأعياد والمناسبات الوطنية.

## الوصف
حددت المادة الأولى من النظام 25 بتاريخ 31 مايو، 1981 شكل الوسام:

ثانيا - يكون وسام الثورة من الدرجة الثانية دائري الشكل قطره (40) ملمترا من معدن الذهب وزنه بمعدل (61,72) غراما من عيار (22) قيراطا ويتالف وجهه الاول من نجم مثمن رؤوسه مثلثة الشكل من العقيق الاخضر وما بينها دوائر ثمان من الماس من عيار (0,20) من القيراط . وفي داخل النجم المثمن خارطة الوطكن العربي مؤلفة من (15) قطعة من الزمرد وزنها الكلي (0,40) قيراطا ومؤطرة بالذهب يعلوها العلم العربي من المينة بالوانه الثلاثة الاخضر والاحمر والاسود ومؤطر بالذهب ويكون ما بقي من سطح النجم المثمن من المينة البيضاء, وتكون في اعلى الوسام حلقة ذهبية مستطيلة الشكل يمر من داخلها شريط من الحرير الطبيعي بالوان العلم العراقي (احمر وابيض واسود) بعرض (4) سم وطول (6) سم يعلق فيه الوسام على الجهة اليسرى من الصدر .

## الامتيازات
حددت المادة الثالثة من النظام الامتيازات لحامل الوسام:

1 - قبول اولاده في الكليا والمعاهد العسكرية والجامعات والمعاهد وذلك استثناء من شروط القبول .
2 - السفر مجانا له ولافراد عائلته من الدرجة الاولى على طائرات الخطوط الجوية العراقية بالدرجة الاولى بالنسبة لحام الوسام من الدرجة الاولى, وبالدرجة السياحية بالنسبة لحامله من الدرجة الثانية .
3 - المعالجة على نفقة الدولة في الخارج له ولافراد عائلته من الدرجة الاولى اذا اوصت بذلك اللجنة الطبية المختصة .

## تعديل
عُدل النظام المرقم 25، بموجب القرار رقم 272 في 12 أغسطس، 1991، والذي تضمن زيادة رواتب ومخصصات حملة الوسام بنسبة 50%، وعدل أيضاً بموجب القرار المرقم 351، في 17 سبتمبر، 1991. وأُلغي هذا النظام بموجب المادة 33، ثانياً، هـ، من قانون الأوسمة والأنواط المرقم 95 لسنة 1982.
```
وشُرع له نظام جديد بموجب القانون رقم 95 لسنة 1982. المواد الأولى، وثانياً، و15، و16،و17،و18،و19.
```

## الإلغاء
ألغي هذا القانون بموجب المادة 33 - أولاً، هـ، من قانون الأوسمة والأنواط رقم 95 لسنة 1982.